# Withania aristata
Espèce
Classification APG III (2009)
Withania aristata est une espèce de plante de la famille des Solanaceae et du genre Withania.

## Description
Withania aristata est un arbuste atteignant 2 mètres de haut. L'écorce est verte rugueuse à brune ou gris clair. Les feuilles sont entières, jusqu'à 14 cm, ovales, souvent cunéiformes à la base.
Les fleurs apparaissent en grappes axillaires, elles sont de couleur vert jaunâtre, le calice s'élargit pour inclure le fruit mûr, il est campanulé avec 5 dents se terminant par un bord et il se dilate en fructifiant pour englober la baie. La corolle est jaune verdâtre.

## Répartition
Withania aristata est une plante endémique des îles Canaries. Elle est présente dans toutes les îles, sauf Lanzarote et Fuerteventura.
Elle est fréquente dans les lits des ravins secs de la zone basse (jusqu'à 600 m d'altitude) et des forêts thermophiles (qui favorisent les températures élevées).

## Parasites
La feuille a pour parasites Dicyphus cerastii (ceb), Apterygothrips longiceps, Scirtothrips inermis (sv), Liriomyza bryoniae, Hedma klimeschi (nl), Puccinia atropae. La racine a pour parasite Epitrix allardii (nl). La tige a pour parasite Deroplia annulicornis.

## Médecine
Withania aristata sert à soigner les cicatrices, les rhumatismes, la constipation ou les pathologies urinaires.